# Hans Schmid (backhoppare)
Hans Schmid, född 24 juni 1948 i Mümliswil, kantonen Solothurn, är en schweizisk tidigare backhoppare.

## Karriär
Hans Schmid debuterade internationellt i Tysk-österrikiska backhopparveckan 30 december 1966 i Schattenbergbacken i Oberstdorf i dåvarande Västtyskland. Han blev nummer 65 i sin första stora tävling. Schmid deltog i backhopparveckan från 1966 till 1977. Som bäst blev han fyra totalt två gånger, säsongerna 1972/1973 och 1973/1974. Hans bästa resultat i en deltävling kom i Bergiselbacken i Innsbruck i Österrike 3 januari 1974 då han blev tvåa.
Schmid deltog i VM 1970 i Vysoké Tatry  i Tjeckoslovakien och i VM 1974 i Falun i Sverige. Hans bästa VM-placering kom i normalbacken i Falun där han blev nummer åtta.
Hans Schmid deltog i olympiska spelen 1972 i Sapporo i Japan. Där blev han nummer 22 i normalbacken Miyanomori och nummer 42 i stora backen Ōkurayama. Under OS 1976 i Innsbruck slutade Hans Schmid på en 13:e plats i normalbacken i Seefeld och på en 20:e plats i stora backen.
Under världsmästerskapen i skidflygning tog han en 21:e plats i Oberstdorf 1973 och en 27:e plats i Kulm 1975.
Hans Schmid blev mellan 1968 och 1975 schweizisk mästare fem gånger. Han vann tävlingen i Holmenkollen 1973. Efter två benbrott avslutade Schmid sin backhoppningskarriär 1977.